# Mülmecke
Die Mülmecke ist ein 3,2 km langer, orografisch linker Nebenfluss der Möhne in Nordrhein-Westfalen, Deutschland. Der Bach fließt vollständig im Gebiet der zum Kreis Soest gehörenden Stadt Warstein.

## Geographie
Die Mülmecke entspringt in Arnsberger Wald etwa 1,7 km südwestlich von Belecke auf einer Höhe von 357 m ü. NN. Von hier aus fließt der Bach überwiegend in nordöstliche Richtungen. Nach einer Fließstrecke von etwa 2,5 km erreicht der Bach den westlichen Ortsrand von Belecke. Mit dem Erreichen des Lodenweges verschwindet der Bach im Untergrund und durchfließt das Industriegebiet von Belecke kanalisiert und wird anschließend in die Möhne geleitet. Die Mündung liegt auf einer Höhe von 251 m ü. NN. Bei einem Höhenunterschied von 106 m beträgt das mittlere Sohlgefälle 62,4 ‰. Das etwa 1,684 km² große Einzugsgebiet wird über Möhne, Ruhr und Rhein zur Nordsee entwässert.